# Galgos de Tijuana
Los Galgos de Tijuana es un equipo de fútbol americano perteneciente a la Liga de Fútbol Americano en México, con sede en la ciudad de Tijuana, Baja California. Fue uno de los tres equipos de expansión para la temporada 2022. Su debut se hizo en la jornada 1 sorprendiendo por la gran cantidad de aficionados que logró ingresar al estadio.  

## Historia
El 9 de noviembre de 2021, el comisionado de la LFA, Alejandro Jaimes, anunció que una franquicia en Tijuana se uniría a los Reyes de Jalisco como uno de los dos equipos de expansión antes de la temporada 2022 .
Galgos de Tijuana se estableció el 17 de noviembre, revelando su nombre, logotipo y uniformes. El proyecto fue realizado en parte por Grupo Caliente, dueños del Club Tijuana. Guillermo Ruiz Burguete fue anunciado como el primer entrenador en jefe mientras que el receptor abierto Luis Araujo era su "jugador franquicia".  La primera prueba se llevó a cabo en el CETYS Universidad campus Tijuana solo unos días después, con la asistencia de más de 100 jugadores. El roster inaugural incluyó a 17 jugadores de colegios de Tijuana, tres de Ensenada y tres de Mexicali.

### Galgos Coach Guillermo Ruiz Burguete

#### Temporada 2022
El equipo marcó el inicio de su trayectoria deportiva  el 4 de marzo de 2022, ante 13 mil personas reunidas en el Estadio Caliente. El partido marcó a su vez, el inicio de la Temporada 2022, enfrentándose a los Gallos Negros del Querétaro, perdiendo 33-9.  Paul Ortíz pateó un gol de campo en el primer cuarto para los primeros puntos en la historia del equipo, mientras que Alejandro Meléndez lanzó el primer touchdown del equipo a Cody Smith en los minutos finales del juego. Su primera temporada culminó con un récord negativo de 0-5 siendo la primera vez que sucede en la liga.

## Estadísticas
| Temporada | Entrenador             | Temporada regular | Temporada regular | Temporada regular  | Postemporada | Postemporada | Postemporada                     |
| Temporada | Entrenador             | Récord            | Cociente          | Resultado          | Récord       | Cociente     | Resultado                        |
| --------- | ---------------------- | ----------------- | ----------------- | ------------------ | ------------ | ------------ | -------------------------------- |
| 2022      | Guillermo Ruiz Burgete | 0-6               | 0.000             | Último Clasificado | —            | —            | —                                |
| 2023      | Héctor Del Águila      | 5-5               | 0.500             | 6.º clasificado    | 0-1          | 0.000        | Pierde contra Reyes en Comodines |
| 2024      | Mauricio Loyola        | 0-0               | 0.000             | —                  | —            | —            |                                  |

## Jugadores

### Plantel actual
Roster de la Temporada Actual

## Uniforme
El uniforme de los Galgos se caracteriza por ser uno de los mejores que hay dentro de la LFA, con un diseño simple en color negro con vivos en rojo y el alternativo en blanco, además de que en algunas ocasiones se usaron diferentes combinaciones.  

### Uniformes anteriores
- 2023

Uniformes actuales
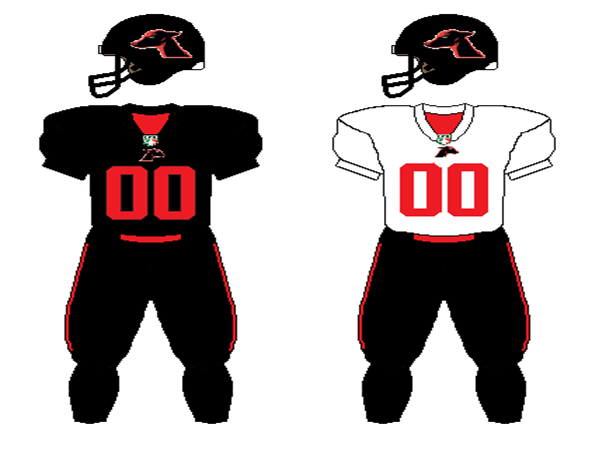
Temporada 2023

### Indumentaria
A continuación se enumeran en orden cronológico el fabricante de las indumentarias del club que ha tenido desde 2022.
| Período | Proveedor  |
| ------- | ---------- |
| 2022-   | CDR Sports |

## Instalaciones

### Estadio Caliente

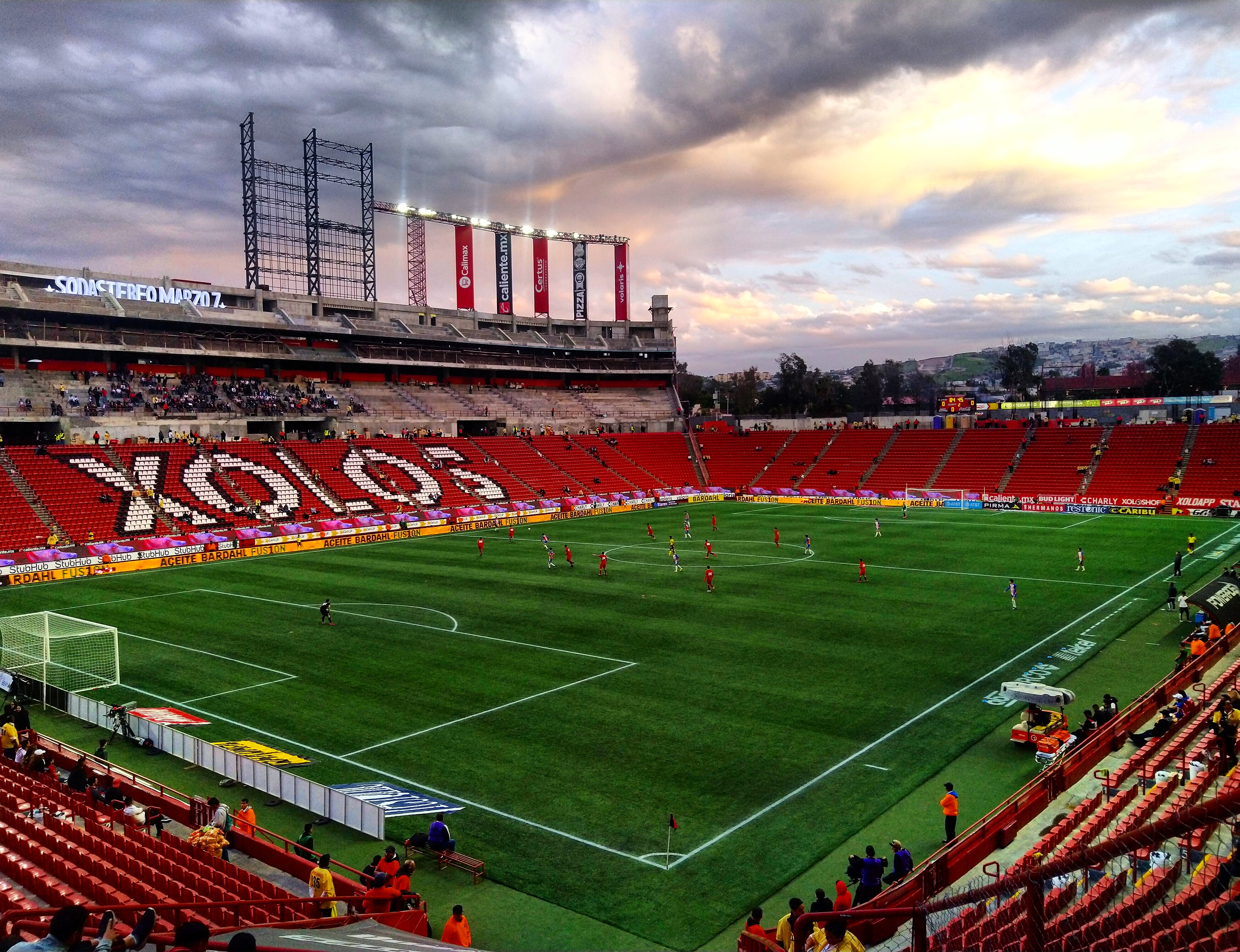
Estadio Caliente

El Estadio Caliente es un estadio ubicado en la ciudad de Tijuana, Baja California, México. Es la sede como local del Club Tijuana que participa en la Liga MX del fútbol mexicano y de los Galgos que participa en la LFA Tiene una capacidad de 27,333 espectadores. Es un estadio con cancha es de pasto sintético.
También es el único estadio en México que cuenta con un hotel dentro de sus instalaciones donde se hospedan los jugadores la noche previa al partido. 
Además de las habitaciones, cuenta con gimnasio, área de entretenimiento, alberca y jacuzzi.
Actualmente se está llevando a cabo la construcción de la segunda zona de palcos y 33 suites de lujo, además de la cabecera sur. Se espera que el Estadio Caliente esté terminando en unos años.